# 방사쏠배감펭
방사쏠배감펭(Pterois radiata)은 페르카목 양볼락과에 속하는 바다 물고기의 일종이다.